# University Link
University Link è un sistema di metropolitana leggera, facente parte del sistema Link Light Rail, in costruzione dal 2008 a Seattle. La linea collegherà Downtown Seattle all'University of Washington attraverso Capitol Hill. Il progetto della linea è stato approvato dall'amministrazione federale nel novembre del 2006. Il cantiere è stato inaugurato alla fine del 2008 mentre il completamento e la messa in esercizio sono previsti per il 2016.

## Storia
La Sound Transit ha iniziato l'iter per nell'agosto del 2005 chiedendo un prestito federale di 750 milioni di dollari, prestito che avrebbe garantito alla Sound Transit di portare avanti il progetto da 1.9 miliardi di dollari per collegare l'Università del Washington e Capitol Hill a Downtown Seattle senza aumentare le tasse locali. Nel novembre del 2005, la linea ha ricevuto la valutazione di prioritaria dall'amministrazione federale per i trasporti (FTA). Durante una visita del segretario generale dei trasporti Mary Peters e della senatrice Patty Murray, è stato annunciato che la linea aveva superato il terzo step, su quattro previsti, per l'approvazione da parte della FTA. Nel gennaio del 2008, l'FTA ha annunciato che avrebbe finanziato 830 milioni di dollari del costo totale della linea dopo che la Sound Transit ha approvato una extra di 127 milioni di dollari per coprire i costi aggiuntivi non previsti.
Dopo anni di negoziazione, la Sound Transit ha raggiunto un accordo sullo scavo e la costruzione con l'Università del Washington nel 2007. Come parte dell'accordo, la Sound Transit spostò la posizione preferita per la prima stazione universitaria nelle vicinanze dell'Husky Stadium e della facoltà di medicina dell'Università del Washington, invece che tra la 15th Ave NE e la NE Pacific St. Una stazione aggiuntiva, a servizio dell'università, sarà la Brooklyn  tra la NE 45th e Brooklyn come parte del pacchetto approvato dai votanti nel novembre del 2008 chiamato Sound Transit 2 (ST2).

## Percorso
L'University Link è sotterraneo nell'intero tracciato. Inizierà al capolinea Nord del Central Link sotto Westlake Center e continuerà verso Nord fino alla prima fermata sotto Capitol Hill al Cal Anderson Park, nelle vicinanze del Seattle Central Community College, prima di continuare a Nord verso la sua fermata finale all'University of Washington nelle vicinanze dell'Husky Stadium e del Burke-Gilman Trail.  La linea inizialmente includeva una stazione a First Hill, ma a causa delle condizioni del suolo ciò avrebbe potuto aumentare i costi ed i rischi costruttivi, come anche i costi dei materiali, la stazione è quindi stata eliminata. Per ridurre il disagio causato dalla cancellazione della stazione di First Hill, una linea tranviaria collegherà First Hill a Pioneer Square ed all'International District.

## Tecnica
La Kinki Sharyo è stata scelta per progettare e costruire le vetture a pianale ribassato e per fornire assistenza dopo l'entrata in esercizio. Per l'entrata in esercizio sono previste 27 vetture, oltre le 35 vetture già acquistate per il Central Link.